# 官製ワーキングプア研究会
 官製ワーキングプア研究会（かんせいわーきんぐぷあけんきゅうかい）とは、日本における非正規雇用の公務員や公共サービス民間労働者のワーキングプア化の問題を解決するために活動する社会運動団体である。
当事者へのアンケート等を通じた実態調査や研究活動、交流集会の開催、相談業務の実施、情報発信とアドボカシー活動等を行う。機関紙の名称は「官製ワーキングプア研究会レポート」。

## 概要
官製ワーキングプアとは、国や地方自治体で働く非正規公務員や公共サービス民間労働者を指す。公共サービスを安心して提供するはずの官が自ら製りだしたワーキングプアという意味がある。その多くは公務員であるため、労働契約法やパート労働法が適用されず、法の規制からもれた存在であることも問題視される。2016年の時点で地方公務員のうち5人に1人が非正規雇用の公務員であるという。
官製ワーキングプア研究会は、東京都荒川区の職員で荒川区職員労働組合の書記長の白石孝が結成。白石は非正規公務員の困難な現状は一つの労働組合では解決できないことから、労組やジャーナリスト、弁護士、研究者、各地の非正規公務員の当事者に横断的に参加を呼びかけて会を結成した。2006年に自主セミナーとして活動を開始。2009年4月には他の労組や社会運動団体と共同で「なくそう！官製ワーキングプア～反貧困集会」を開催。2010年5月、調査結果を『なくそう！官製ワーキングプア』（日本評論社）にまとめて出版。2012年3月にはNPO法人となった。2015年、全国の自治体を対象に『非正規公務員ワークルール調査』を実施して公表した。2020年3月には「新型コロナウイルスによる公共サービスを担う労働者への影響調査」を実施した。白石は政治的なリベラル勢力を支援する識者の団体「共同テーブル」にも参加している。
総務省の調査によると、非正規の地方公務員は日本全体で2020年時点で約69万4000人いて、うち74.5％を女性が占め、その多くは行政機関の窓口や公営の保育所、図書館、婦人相談所などの公共施設で働いているとされる。このことから官製ワーキングプア研究会は性差別の解消の面からも活動している。
出典。

## 関連書籍
- 官製ワーキングプア研究会]編『なくそう！官製ワーキングプア』（日本評論社、2010年5月）ISBN 978-4-535-55633-1
- 城塚健之:著『官製ワーキングプアを生んだ公共サービス「改革」』（自治体研究社、2008年8月）ISBN 978-4-88037-513-7
- 布施哲也:著『官製ワーキングプア 自治体の非正規雇用と民間委託』（七つ森書館、2008年7月）ISBN 978-4-8228-0870-9